# Пустое гнездо
«Пустое гнездо» (англ. Empty Nest) — американский ситком, созданный Сьюзан Харрис, который транслировался на NBC с 8 октября 1988 по 29 апреля 1995 года. Сериал был спин-оффом ситкома «Золотые девочки». В центре сюжета находилась жизнь овдовевшего врача Гарри Уэстона (Ричард Маллиган) и двух его взрослых дочерей, Кэрол и Барбары (Кристи Макникол и Дина Мэнофф), которые возвращаются жить к нему после неудачных браков. В 1992 году, когда Кристи Макникол покинула шоу, Лиза Риффел начала играть роль третьей дочери, которая ранее не появлялась в кадре. В 1993 году к шоу присоединилась Эстель Гетти, повторяя свою роль из «Золотые девочки».
Транслируясь в субботнем блоке ситкомов после «Золотые девочки» в первые четыре сезона, «Пустое гнездо» нашел значительный успех в рейтингах. С 1988 по 1991 год ситком попадал в десятку самых наблюдаемых шоу в ежегодном рейтинге. Несмотря на рейтинговые успехи, «Пустое гнездо» никогда не достигало настоящего успеха и так и осталось в тени «Золотые девочки» и хитов тех лет, как «Розанна» и «Весёлая компания». Ситком, несмотря на перспективу в семь сезонов и 170 эпизодов, никогда не имел подлинного успеха в синдикации после завершения трансляции в 1995 году. Ситком выходил на ряде станций WGN America с 16 сентября 1996 по 26 марта 1999 года и в последующее десятилетие не возвращался на экраны. В 2011 году Hallmark, который также владеет правами на «Золотые девочки», приобрел права на шоу, однако спустя несколько месяцев снял его с эфира. Несмотря на свой умеренный успех, «Пустое гнездо» породил собственный спин-офф, ситком «Медсёстры», который транслировался с 1991 по 1994 год.
Хотя сериал никогда не достигал основного успеха у критиков или прессы, «Пустое гнездо» смог получить несколько премий за период своей трансляции. В 1989 году Ричард Маллиган выиграл «Эмми» за лучшую мужскую роль в комедийном телесериале и «Золотой глобус» за лучшую мужскую роль в телевизионном сериале — комедия или мюзикл. Сам сериал в 1990 году номинировался на «Золотой глобус» за лучший телевизионный сериал — комедия или мюзикл. В дополнение к этому Парк Оверолл трижды номинировалась на «Золотой глобус» за лучшую женскую роль второго плана за игру медсестры с юга, Леверны Тодд.